# Петер Бернек
Петер Бернек (мађ. Bernek Péter; Будимпешта, 13. април 1992) мађарски је пливач чија специјалност су трке леђним, слободним и мешовитим стилом. Вишеструки је национални првак и рекордер и учесник Олимпијских игара.

## Биографија
Са свега 12 година Бернек је учестовао на првенству Мађарске у малим базенима где је у конкуренцији знатно старијих и искуснијих такмичара заузео 6. место у трци на 1.500 метара слободним стилом. Године 2007. учестовао је на Европском олимпијском фестивалу младих, а исте године освојио је прво место на националном првенству у трци на 200 метара леђним стилом. Иако је током 2008. испливао и норму за учешће на ЛОИ 2008. није наступио у Пекингу због чињенице да је био пети мађарски пливач са олимпијским квалификационим временом на 200 леђно (а максималан број учесника из једне земље по дисциплини је два). 
Године 2009. дебитовао је на светским првенствима али није успео да прође квалификације ни у једној од три дисциплине у којима се такмичио. Нешто касније исте године, на јуниорском првенству Европе освојио је две медаље, сребра на 200 леђно и 400 слободно. 
Бернек је учестовао и на светским првенствима у Шангају 2011, Барселони 2013. (8. место на 200 леђно), Казању 2015, (5. место на 400 слободно), Будимпешти 2017. (6. место на 200 леђно) и Квангџуу 2019. (5. место на 400 мешовито).  
Бернек је учестовао и на Летњим олимпијским играма 2012. у Лондону и 2016. у Рију, а једино је на Играма у Лондону успео да се квалификује у финале, и то као члан мађарске штафете 4×200 слободно која је финалну трку окончала на осмој позицији (поред Бернека у финалу су пливали још и Доминик Козма, Ласло Чех и Герге Киш). У Рију је Бернек наступио на 200 и 400 слободно (37. и 21. место у квалификацијама) и у штафети 4×200 слободно (16. место у квалификацијама). 